# 세대

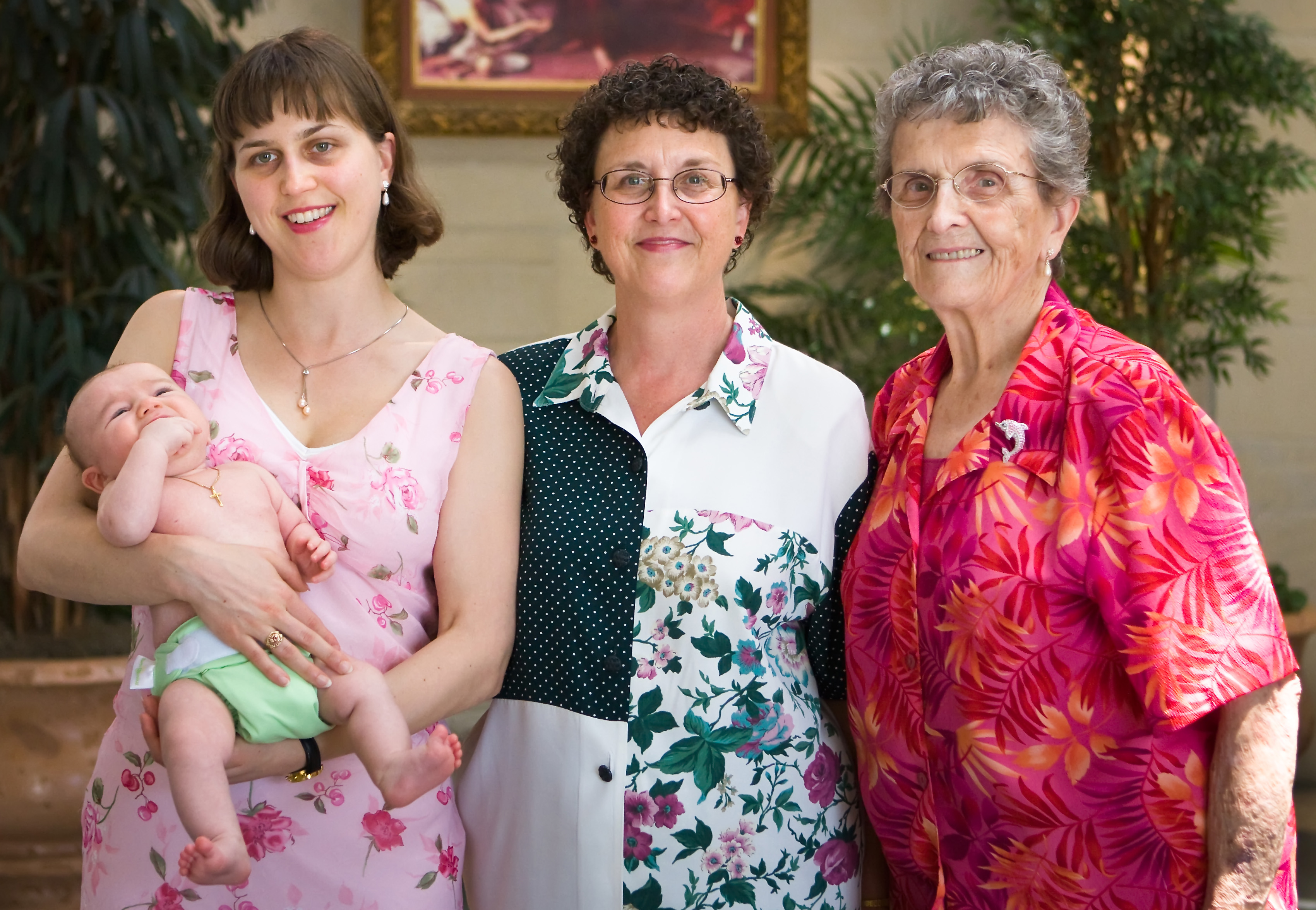
네 세대가 함께 모여 찍은 사진.
아기를 기준으로 엄마, 할머니, 증조할머니가 함께 있다

세대(世代)는 생물학, 사회학 등에서 다양한 의미로 쓰인다. 생물학적 의미에서 세대는 한 생물이 생겨나서 생명을 마칠 때까지의 기간을 의미한다. 사회학에서 가족 세대는 여성이 성장하여 첫 아이를 출산할 때까지의 기간을 의미한다. 한편 문화 세대는 같은 시대를 살면서 동일한 문화를 경험하는 모든 사람들을 뜻한다.

## 가족 세대
가족 세대는 여성이 첫 출산을 할 때까지의 평균 기간이다. 2007년 미국의 가족 세대 기간은 25.2년, 2004년 영국의 경우는 27.4년 이었다. 대한민국의 경우 2008년 조사에서 가족 세대 기간은 30년이었다.

## 문화 세대
문화 세대라는 개념을 처음으로 정의한 사람은 19세기 프랑스의 사전편찬자였던 에밀 리트레였다. 그는 같은 시대를 살면서 동일한 문화를 경험하는 모든 사람들을 문화 세대라 하였다.
19세기 이후 세대라는 용어는 동년배 집단이 갖는 일정한 경향성을 표현하기 위해 사용되었다. 18세기 중반 이후 유럽을 비롯한 세계 여러 곳에서 일어난 일련의 변화는 근대화, 산업화, 서구화와 같은 특징을 보였다. 계몽주의 사상은 세계와 삶의 형태가 보다 발전하는 진보적 변화가 가능하다는 생각을 전파하였다. 이러한 사상은 필연적으로 청년을 강조하였고 청년 이탈리아, 청년 독일, 슈투름 운트 드랑, 독일 청년 운동, 낭만주의 운동과 같은 사조가 형성되었다. 19세기 말 유럽의 지식인들은 청년 세대가 이전의 세대와는 다른 자유와 해방을 맞이할 것이라 낙관하였다.
자신들을 기성 세대와는 다른 새로운 세대로 인식하는데에는 두 가지 사실이 영향을 미쳤다. 하나는 사회 경제적 변화로 인하여 아버지 대의 지식들이 더 이상 자식의 직업에 도움을 주지 못하게 되었다는 점이다. 또한 점차 확대된 사무직과 군대, 공무원과 같은 새로운 직업군은 이전과는 다른 변화를 강조하였고 따라서 젊은이의 참신함이 주요한 장점으로 부각되었다. 다른 하나는 공교육의 실시, 표준어의 제정, 국가 단위 언론의 성립과 같은 일련의 사안들이 나타남에 따라 지역의 정체성과 전통 사회가 해체되고 국가주의적 경향이 확대되었다는 점이다. 사람들은 특정 지역 출신이라는 정체성 보다는 어느 나라 사람이라는 정체성을 찾는데 익숙해져 갔다.
오귀스트 콩트는 세대를 본격적인 철학의 연구 영역으로 다룬 최초의 철학자이다. 콩트는 사회의 변화가 이전 세대의 유산을 상속하는 것을 거부한 새로운 세대의 형성으로 인해 이루어진다고 보았다. 이 외에도 존 스튜어트 밀, 빌헬름 딜타이와 같은 학자들이 세대에 대해 연구하였다.
카를 만하임은 세대에 관한 주목할 만한 연구를 남겼다. 그는 콩트로 대표되는 15년 ~ 30년을 기간으로 하여 연대기적으로 세대를 구분하는 학파와 딜타이와 마르틴 하이데거로 대표되는 낭만주의 역사학파의 개인적 경험을 중시하는 학파의 이론을 접합하고자 하였다. 만하임은 청년 세대의 급격한 변화는 일률적으로 일어나는 것이 아니며 점진적인 변화 과정을 통해 복합적으로 일어난다고 보았다. 때문에 그는 특정 세대가 하나의 특징만을 공유하는 것이 아니라 여러 하위 세대들로 나뉠 수 있다고 주장하였다.
20세기 세대 이론에 많은 영향을 미친 학자로는 호세 오르테가 이 가세트가 있다.
오늘날 세대는 여러 사람들에 의해 여러 방식으로 정의되고 구분된다. 때로는 각기 나뉜 세대의 이름 보다는 그렇게 세대를 나눈 기준이 의미를 갖기도 한다. 세대를 나누는 기준은 정치 사회적인 경향에 따라 달라질 수 있다.

## 같이 보기
- 세대 (디스플레이)
- 세대 (컴퓨터)
- 세대 (입자)